# Jurat popular
El jurat popular és una institució d'origen anglès que va ser importada a l'Europa continental després de la Revolució Francesa.
Els ciutadans poden participar en l'Administració de Justícia mitjançant la institució del jurat. El ciutadà no està representat al Tribunal del Jurat com en altres tribunals. A través d'aquest, el ciutadà o jutge llec participa directament en l'aplicació de les lleis penals.

## Tipus de jurat
Històricament han existit i existeixen 3 tipus de jurat:
1. Jurat anglosaxó o pur: es caracteritzava per l'absoluta separació entre els fets, objecte de judici pels ciutadans o jutges llecs, i l'aplicació del dret que era patrimoni exclusiu del tribunal. Els ciutadans que formen el jurat valoren els fets, consideren si són certs o no, i emeten un veredicte de culpabilitat o innocència. El tribunal dicta sentència en relació al veredicte del jurat i en cas que sigui condemnatori fixa la pena. Aquest model de jurat va fracassar a causa de la taxativa separació entre els fets i l'aplicació del dret. Els ciutadans emetien veredictes absolutoris injustificats per por a emetre veredictes de culpabilitat i que el tribunal apliqués una pena molt rigorosa. Aquest model de jurat roman a Anglaterra, Estats Units i Espanya, amb alguna diferència que veurem més endavant.
2. Jurat mixt: és una ampliació de l'anterior nascut a França el 1932 (Llei Francesa de 1932). Permetia al jurat, després d'haver emès un veredicte de culpabilitat, reunir-se amb els magistrats per deliberar i votar per majoria la pena. Aquest sistema mixt, va ser vigent a França fins a la segona guerra mundial. Encara avui, el jurat mixt és vigent a Bèlgica, Austria i Noruega.
3. Jurat escabinat: neix a Alemanya el 1924 després de la reforma que el Ministre Emminger va fer a la Llei Processal Penal Alemana. Aquest jurat es caracteritza per la reunió conjunta de ciutadans i magistrats, normalment en una relació majoritària de 3 a 1, per deliberar i votar l'objecte del procés penal. Es voten els fets, l'aplicació del dret i la individualització de la pena que s'aplicaria. L'extensió de la participació popular en l'àmbit de la pena, no només esvaeix el prejudici històric del jurat anglosaxó, sinó que l'assessorament jurídic que reben els ciutadans dels magistrats, permet que els primers puguin emetre un veredicte més adient a dret, amb les motivacions i raonaments seguits reflectits a la Sentència. En aquest tipus de jurat no hi ha veredicte, finalment hi ha la Sentència elaborada per tots, jutges llecs i jutges tècnics. Com que en el seu funcionament, aquest jurat, s'ha demostrat que és molt més pràctic que el jurat anglosaxó, després de la segona guerra mundial es va establir a: França (nou jutges llecs, 2 assessors juristes i el president); Itàlia (2 Magistrats i 6 escabins); Alemanya (3 jutges tècnics i 2 escabins); Portugal (3 jutges tècnics i 4 jutges llecs)

## El jurat aEspanya
Està previst a l'article 125 de la Constitució Espanyola (CE) i està regulat mitjançant la Llei Orgànica 5/1995, de 22 maig, del Tribunal del Jurat (LOTJ) posteriorment modificada per la Llei Orgànica 8/1995, de 16 de novembre, reguladora del judici davant del Tribunal del Jurat.
Des que va entrar en vigor la LOTJ, tots els ciutadans tenen el dret i el deure d'actuar com a jurats en el moment que en siguin seleccionats pel procediment que ho regula. D'aquesta manera, aquests participen directament en l'administració de justícia, car emeten un veredicte d'innocència o culpabilitat de l'imputat en virtut de la pràctica de les diferents proves presentades en el judici.
A l'art. 125 de la CE no s'especifica quin tipus de jurat ha de tenir l'Estat Espanyol. El legislador va optar pel model anglosaxó o pur quan va redactar la LOTJ. Malgrat això, el sistema espanyol presenta una gran diferència amb el model original: el jurat, juntament amb el veredicte de culpabilitat o innocència, ha d'acompanyar una motivació de la seva decisió (en el model anglosaxó o pur no cal motivar la decisió)

## Composició del Tribunal del Jurat
El componen 9 jurats, ciutadans llecs aliens al món del dret i un Magistrat President.
El legislador no especifica per què ha escollit aquest nombre, però sí que manté la relació majoritària de 3 a 1 que tenen altres models de jurat. En tot cas, el que sí que cal és que el nombre de jurats sigui senar.
A més dels 9 jurats titulars, està prevista l'elecció de 2 suplents. Aquests substituiran els titulars (en cas de malaltia, mort...) i la seva elecció garantirà també la celebració del judici. Per això, els jurats suplents assistiran també al judici oral i gaudiran dels mateixos drets i obligacions que la resta.
El Magistrat President serà qui presidirà el Tribunal del Jurat. Habitualment, aquest tribunal tindrà la seva seu en les Audiències Provincials. Hi ha però una excepció: quan es jutgi a una persona aforada, el judici tindrà lloc al Tribunal Suprem (TS) o Tribunal Superior de Justícia (TSJ). I per tant, el Magistrat President serà: Magistrat de la "Sala de lo Penal" del TS o de la "Sala de lo Civil y Penal" del TSJ respectivament. Per contra, el Tribunal del Jurat no intervindrà si el coneixement dels delictes pertany a l'Audiència Nacional.

## Competència del Tribunal del Jurat
1. Competència objectiva:s'ha delimitat la competència objectiva amb cura, de manera que els ciutadans no hagin d'enjudiciar delictes complexos ni es necessiti coneixements tècnics per fer-ho. Segons els articles(art.) 1.1 i 2 de la LOTJ, el Tribunal del Jurat serà competent per l'enjudiciament dels següents delictes:

- Delictes contra les persones: homicidi i assassinat, previstos dels art. 138 a 140 del Codi Penal(CP)
- Delictes comesos pels funcionaris públics en l'exercici de les seves funcions:
  - Infidelitat en la custòdia de documents, previst als art. 413, 414 i 415 del CP
  - Infidelitat en la custòdia de presos, previst a l'art. 471 del CP
  - Suborn, previst dels art. 419 a 426 del CP, excepte la causa absolutòria de l'art. 427 del CP
  - Malversació de cabals públics, previst als art. 432 a 434 del CP
  - Tràfic d'influències, previst als art. 428, 429 i 430 del CP
  - Negociacions prohibides als funcionaris públics, previst als art. 439 i 440 del CP
  - Fraus i exaccions il·legals, previstos dels art. 436 a 438 del CP
- Delictes d'omissió del deure d'auxili, previstos als art. 195 i 196 del CP
- Delictes contra la violació de domicili, previstos dels art. 202 a 204 del CP
- Delictes contra la llibertat, concretament les amenaces, previstes a l'art. 169.1 del CP
- Delictes contra la seguretat col·lectiva, concretament els incendis forestals, previstos dels art. 352 a 354 del CP

L'atribució de competència al Tribunal del Jurat es manté, amb independència, de quin sigui el grau de participació de l'acusat (autor, còmplice, cooperador necessari)o del grau d'execució del delicte (delicte consumat, temptativa). En els casos d'homicidi o assassinat, s'exigeix que aquests delictes siguin consumats, perquè puguin ser enjudiciats pel Tribunal del Jurat.
El tribunal del Jurat també enjudiciarà els delictes amb connexió entre si. La connexió de delictes està prevista a l'art. 17.1, 17.2, 17.3 i 17.4 de la Llei d'Enjudiciament Criminal. Llevat del casos següents: delicte de prevaricació, que no enjudiciarà mai el Tribunal del Jurat o bé que, els delictes amb connexió es puguin jutjar per separat.
1. Competència territorial: s'aplica el fur general de "lloc de comissió del delicte". D'aquesta manera, el procés davant del Tribunal del Jurat tindrà lloc a l'Audiència Provincial en quina demarcació s'hagi comès el delicte o en cas de persona aforada se'l jutjarà en el Tribunal Suprem o Tribunal Superior de Justícia de la comunitat autònoma corresponent